# Ingrid Siepmann
Ingrid Siepmann, née le 12 juin 1944 à Marienberg et morte au combat en 1982 au Liban, est une militante communiste est-allemande, membre de la deuxième génération de la Fraction armée rouge.
Elle prend part à la guerre du Liban au sein des forces féminines palestiniennes, durant laquelle elle est tuée.

## Biographie
Elle est la fille d'un pharmacien. Elle commence à étudier le grec à Tübingen. En 1964, elle donne naissance à un fils et à commence à étudier la pharmacie. En 1965, elle épouse Eckhard Siepmann, avec qui elle se installe à Berlin-Ouest en 1966. Après l'assassinat de Rudi Dutschke, elle devient active en politique.
En 1969, elle rejoint la RAF. Elle participe à un vol de banque en 1974, elle est condamnée à 13 ans d'emprisonnement. L'année suivante, en 1975, le gouvernement fédéral libère cinq prisonniers contre le politicien Peter Lorenz. Elle est libérée avec Verena Becker, Gabriele Kröcher-Tiedemann, Rolf Heissler et Rolf Pohle en mars 1975, il s'envole en compagnie de Heinrich Albertz au Yémen du Sud.
Elle rejoint un camp de formation du Front populaire pour la libération de la Palestine (FPLP). Elle est impliquée dans l'enlèvement de l'industriel du textile Autrichien Walter en novembre 1977.
En 1981, elle est l'un des terroristes les plus recherchées de la République fédérale. Elle est tuée en 1982 durant la guerre du Liban. Elle était membre de la brigade des femmes palestiniennes et a péri dans un raid aérien israélien lors de l'invasion israélienne de 1982,.